# Wheeling, West Virginia
Wheeling, West Virginia là một thành phố thuộc tiểu bang West Virginia, Hoa Kỳ. Thành phố có diện tích  km², dân số theo điều tra năm 2000 của Cục thống kê dân số Hoa Kỳ là 31.419 người (quận Ohio 31.059 người và phần nằm trong quận Marshall là 360 người), dân số năm 2009 là 28.803 người. Phần lớn thành phố thuộc quận Marshall và một phần của quận Marshall.6 Đây là thành phố chính của khu vực thống kê đô thị Wheeling.